# 今村 (愛知県)
今村（いまむら）は、愛知県碧海郡にあった村。現在の安城市の一部にあたる。

## 地理
猿渡川の開析谷に面した台地の端に位置していた。

## 歴史
- 1889年（明治22年）10月1日、町村制の施行により、碧海郡今村が単独で村制施行し、今村が発足[1][2]。大字は編成せず[2]。
- 1906年（明治39年）5月1日、碧海郡安城村、箕輪村、福釜村、赤松村、里村、平貴村、古井村、長崎村（一部）と合併し、町制施行し安城町を新設して廃止された[1][2]。合併後、安城町今となる[2]。

### 地名の由来
新村の意味か。

## 産業
- 農業[2]